# Canó automàtic M39

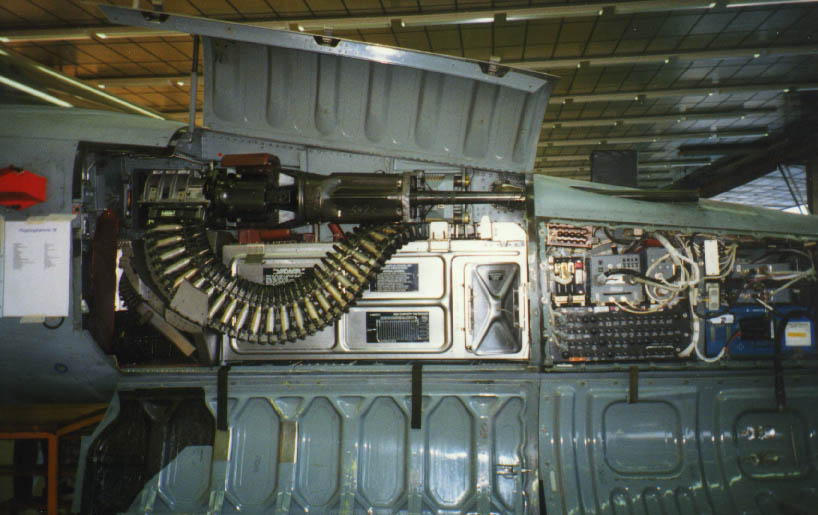
El canó automàtic M-39.

El canó automàtic M39 va ser un canó automàtic de calibre 20 x 102 mm amb un sol canó i recambres revòlver. Va ser desenvolupat a finals de la dècada de 1940 per a la Força Aèria dels Estats Units. Fou emprat fonamentalment per armar avions de combat de dels inicis de la dècada de 1950 fins a la dècada de 1980.

## Desenvolupament
L'M39 va ser desenvolupat a la Springfield Armory sobre la base del Mauser MG 213, disseny alemany de la Segona Guerra Mundial en calibres de 20 i 30 mm. El mateix canó va servir d'inspiració pels canons automàtics de calibre 30 mm ADEN (britànic) i DEFA (francès). Tot i això els americans van optar pel calibre menor de 20 mm, aconseguint una cadència de foc i velocitats majors a canvi de menor poder de destrucció de cada projectil. Aquest mateix calibre, 20 × 102 mm, fou seleccionat pel francès Canó automàtic M621 .
Inicialment designat T-160 aqusesta nova arma es va instal·lar en diversos F-86 Sabre el 1952 en el marc del programa "GunVal". Foren provats en combat a la Guerra de Corea el 1953 i posteriorment seleccionats per equipar la variant H de l'F-86 Sabre. També equiparen als avions de combat F-100 Super Sabre, F-101A and F-101C Voodoo, i el F-5 Freedom Fighter. Els models actuals de l'F-5 Tiger II encara utilitzen la versió M39A2 d'aquest canó automàtic, introduïda el 1964.

## Especificacions dels projectils
- Pes del projectil: 101 g
- Tipus:

M56A3: projectil trencador-incendiari (HE-I) amb 10,7 grams d'explosiu RDX i 1,3 grams de càrrega incendiària
M242projectil trencador-incendiari amb traçador HE-I-T
M53projectil perforant incendiari (AP-I) amb punta d'acer i un 50% de probabilitat de perforar 6,3 mm de blindatge homogeni a una distància de 1.000 m i un angle d'impacte de 0°.
M775projectil perforant incendiari amb traçador (AP-I-T)
M55A2projectil de pràctica (TP)
M220projectil de pràctica amb traçador (TP-T)